# Chenango megye
Chenango megye az Amerikai Egyesült Államokban, azon belül New York államban található. Megyeszékhelye és legnagyobb városa Norwich. Lakosainak száma 47 220 fő (2020. április 1.). Chenango megye Madison, Cortland, Broome, Delaware és Otsego megyékkel határos.

## Népesség
A megye népességének változása:
| Lakosok száma | 50 333 | 50 228 | 49 904 | 49 503 | 48 844 | 47 220 |
|               | 2010   | 2011   | 2012   | 2013   | 2015   | 2020   |